# Ptychobela suturalis
Ptychobela suturalis is een slakkensoort uit de familie van de Pseudomelatomidae. De wetenschappelijke naam van de soort is voor het eerst geldig gepubliceerd in 1838 door Gray.